# 吴德雨
吴德雨（1914年—2001年），男，奉天（今辽宁）海城人，中国航天遥测技术专家，曾任航天工业部第一研究院704所第一所长。